# NGC 2261

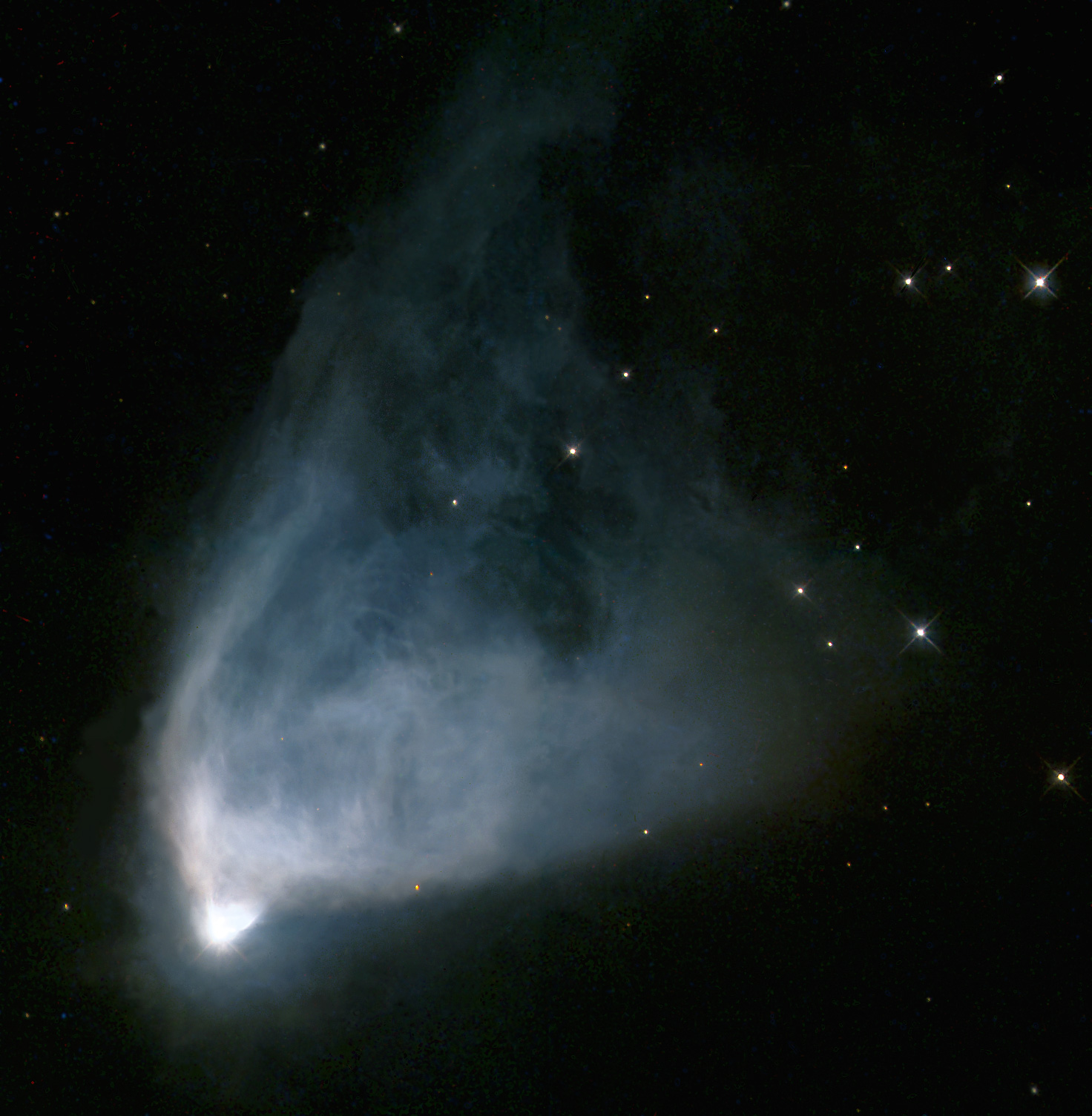
NGC 2261 par le télescope spatial Hubble.

NGC 2261 ou Caldwell 46 est une nébuleuse par réflexion située dans la constellation de la Licorne. Cette nébuleuse, aussi connue comme la nébuleuse variable de Hubble, a été découverte par l'astronome germano-britannique William Herschel en 1783.

## Histoire
NGC 2261 est l'objet de la première lumière du télescope Hale (en) de l'observatoire du Mont Palomar le 26 janvier 1949, soit 20 ans après le début de la construction de l'observatoire de Palomar en 1928. C'est Edwin Hubble qui manipulait le télescope. Il avait précédemment étudié la nébuleuse à l'Observatoire Yerkes et à l'Observatoire du Mont Wilson.

## Caractéristiques
NGC 2261 est à ∼ 2 500 a.l. (∼ 766 pc) du système solaire et elle s'étend dans sa plus grande dimension sur environ 2,2 années-lumière. Elle est éclairée par R Monocerotis, étoile variable de type T Tauri. Mais, la luminosité variable de NGC 2261 ne proviendrait pas que de la luminosité variable de R Mon. Un modèle proposé invoque de denses nuages de poussière qui obstruraient périodiquement la lumière en provenance de l'étoile.